# Labidioloryma
Labidioloryma is een geslacht van rechtvleugeligen uit de familie veldsprinkhanen (Acrididae). De wetenschappelijke naam van dit geslacht is voor het eerst geldig gepubliceerd in 1986 door Grunshaw.

## Soorten
Het geslacht Labidioloryma  is monotypisch en omvat slechts de volgende soort:
- Labidioloryma strictoforceps (Grunshaw, 1986)